# Wolfgang Müller-Lauter
Wolfgang Müller-Lauter (nato Wolfgang Siegfried Müller; Weimar, 31 agosto 1924 – Berlino, 9 agosto 2001) è stato un filosofo tedesco, particolarmente noto per le sue interpretazioni di Nietzsche.

## Biografia
Dopo aver frequentato il Friedrich-Schiller-Gymnasium di Weimar, Wolfgang Müller-Lauter studiò filosofia alla Libera Università di Berlino, e sul finire degli studi, divenne assistente ricercatore sotto la direzione di Wilhelm Weischedel, che gli conferì il dottorato nel 1959 con una tesi su possibilità e realtà in Martin Heidegger (pubblicata nel 1960). Dal semestre invernale 1961/1962 fu professore ordinario di filosofia alla Kirchliche Hochschule Berlin e rettore dal 1974 al 1976. Nel '91 fu nominato professore emerito. 
Dal 1993 fu professore emerito presso la Università Humboldt di Berlino, poiché la Kirchliche Hochschule fu assorbita dalla Facoltà di Teologia. Fu membro fondatore e consigliere della Nietzsche-Gesellschaft di Naumburg. Nel 1996, Müller-Lauter fu il primo beneficiario del Premio Friedrich Nietzsche della Sassonia-Anhalt.
Si spense il 9 agosto 2001 dopo una lunga malattia. Il suo patrimonio accademico fu ospitato dal 2012 nel Centro di documentazione Nietzsche di Naumburg.

## Filosofia
Al XXI secolo Müller-Lauter è noto soprattutto per le sue interpretazioni di Nietzsche. Tuttavia, quando Müller-Lauter era giovane, quest'ultimo  utilizzato a fini propagandistici dai nazionalsocialisti. Inizialmente si occupò di Jean-Paul Sartre, la cui opera principale, L'essere e il nulla, lo condusse a Essere e tempo di Heidegger, a cui dedicò la sua tesi di laurea. In seguito, rivolse la sua attenzione al tema del nichilismo. Da quel momento in poi, questo tema fondamentale pervase il suo impegno con pensatori diversi come Weischedel, Heidegger, Albert Camus e Sartre, Johann Gottlieb Fichte e Friedrich Heinrich Jacobi, Fëdor Dostoevskij e Friedrich Nietzsche.
Tra i suoi lavori di orientamento sistematico si segnala, in particolare, l'esame critico del saggio di Weischedel Philosophische Theologie im Schatten des Nihilismus (Teologia filosofica all'ombra del nichilismo, 1962). 
Nel semestre estivo del 1963, Müller-Lauter iniziò le sue indagini sulle origini del concetto di nichilismo, in particolare su Jacobi e Fichte. Il titolo stesso della sua discussione con Weischedel, „Zarathustras Schatten hat lange Beine... (L'ombra di Zarathustra ha gambe lunghe...; 1962), faceva già riferimento a Nietzsche. Il suo interesse per Nietzsche nacque quindi nel contesto tematico del nichilismo, come dimostra il titolo della conferenza annunciata per il semestre invernale 1962/1963: Nietzsche und die Folgen. Zur Problematik des Nihilismus (Nietzsche e le conseguenze. Sul problema del nichilismo).
Nel 1971 fu pubblicato il libro più noto di Müller-Lauter intitolato Nietzsche. Seine Philosophie der Gegensätze und die Gegensätze seiner Philosophie (Nietzsche. La sua filosofia degli opposti e gli opposti della sua filosofia), dove si nota in particolare la critica a Heidegger che vide Nietzsche come il perfezionatore della metafisica; il suo tentativo di superarlo dovette alla fine fallire. 
Müller-Lauter portò Nietzsche persino oltre Heidegger. La lettura heideggeriana di Nietzsche fu ancora determinata dall'interpretazione della volontà di potenza come semplicità originaria e unità metafisica. La singolare volontà di potenza è ingannevole: Müller-Lauter elaborò "la molteplicità delle volontà di potenza come 'ultimo' secondo Nietzsche", una molteplicità di quanti, "che non possono essere ricondotti all'unico fondamento metafisico", quanti che non sono atomi o monadi, bensì processi plurali. 
Insieme a Mazzino Montinari e Heinz Wenzel, Müller-Lauter fondò la rivista Nietzsche-Studien. Internationales Jahrbuch für die Nietzsche-Forschung e la serie Monographien und Texte zur Nietzsche-Forschung, entrambe pubblicate dalla Walter de Gruyter, di cui fu condirettore fino al 1996. 
Dopo la morte di Mazzino Montinari nell'autunno del 1986, Müller-Lauter assunse la co-direzione dell'edizione critica completa delle opere di Friedrich Nietzsche (KGW). Dal 1990 ha curato anche i Supplementa Nietzscheana (pubblicati sempre da Walter de Gruyter), insieme a Karl Pestalozzi.

## Pubblicazioni

### Monografie
- Möglichkeit und Wirklichkeit bei Martin Heidegger. de Gruyter, Berlin, 1960.
- Nietzsche. Seine Philosophie der Gegensätze und die Gegensätze seiner Philosophie. de Gruyter, Berlin/New York, 1971, ISBN 3-11-003577-4.
- Dostoevskijs Ideendialektik. de Gruyter, Berlin/New York, 1974, ISBN 3-11-005731-X.
- Über Werden und Wille zur Macht. Nietzsche-Interpretationen I. de Gruyter, Berlin/New York, 1999, ISBN 3-11-013451-9.
- Über Freiheit und Chaos. Nietzsche-Interpretationen II. de Gruyter, Berlin/New York, 1999, ISBN 3-11-013452-7.
- Heidegger und Nietzsche. Nietzsche-Interpretationen III. de Gruyter, Berlin/New York, 2000, ISBN 3-11-016791-3.
- Philosophische Probleme des Idealismus und des neuzeitlichen Nihilismus, herausgegeben v. Elke Axmacher, Berlin (Privatdruck Frank & Timme) o. J. [2012].

### Saggi
- Zarathustras Schatten hat lange Beine .... In: Evangelische Theologie 23. 1963, 113–131.
- Kants Widerlegung des materialen Idealismus. In: Archiv für Geschichte der Philosophie 46. 1964, 60–82.
- Nihilismus als Konsequenz des Idealismus. In: Denken im Schatten des Nihilismus. Festschrift für Wilhelm Weischedel. hg. von Alexander Schwan, Darmstadt 1975, 113–163.
- Nietzsches Lehre vom Willen zur Macht. In: Nietzsche-Studien 3 (1974), 1–60.
- Der Organismus als innerer Kampf. Der Einfluß von Wilhelm Roux auf Friedrich Nietzsche. In: Nietzsche-Studien 7. 1978, 189–235.
- Das Willenswesen und der Übermensch. Ein Beitrag zu Heideggers Nietzsche-Interpretationen. In: Nietzsche-Studien 10/11, 1981/1982, 132–192.
- Nietzsches Auf-lösung des Problems der Willensfreiheit. In: Nietzsche heute. Die Rezeption seines Werkes nach 1968. 15. Amherster Kolloquium zur deutschen Literatur, hg. von Sigrid Bauschinger, Susan L. Cocalis, Sara Lennox. Bern/Stuttgart 1988, 23–73.
- Ständige Herausforderung. Über Mazzino Montinaris Verhältnis zu Nietzsche. In: Nietzsche-Studien 18 (1989), 32–82.
- Der Wille zur Macht als Buch der 'Krisis' philosophischer Nietzsche-Interpretation. In: Nietzsche-Studien 24. 1995, 223–260.
- Über 'Nietzsches Folgen' und Nietzsche. In: Nietzscheforschung 4. 1998, 21–40.
  - Kategorien der Existenz. Festschrift für Wolfgang Janke, hrsg. v. Manfred Baum, Klaus Düsing, Klaus Held, Jochem Hennigfeld und Wolfgang Müller-Lauter. Königshausen & Neumann, Würzburg 1993, ISBN  978-3-8847-9797-6.

### Letteratura sulle opere e sull'autore
- Günter Abel, Josef Simon, Werner Stegmaier: In memoriam Wolfgang Müller-Lauter (1924-2001). In Nietzsche-Studien. Internationales Jahrbuch für die Nietzsche-Forschung 30. 2001, S. VII-VIII.
- Ciano	Aydin: Müller-Lauter’s Nietzsche. In: A. Woodward (ed.): Interpreting Nietzsche. Continuum, London/New York 2011, ISBN 978-1-4411-2004-5, S. 99–115.
- Marco Brusotti: Müller-Lauter, Wolfgang (1924-2001). In: Traugott Bautz (Hg.): Biographisch-Bibliographisches Kirchenlexikon.
- Volker Gerhardt, Renate Reschke: In memoriam Wolfgang Müller-Lauter (1924–2001). In: Nietzscheforschung 9. 2002, S. 9–10.
- Peter	Köster: Die Problematik wissenschaftlicher Nietzsche-Interpretation. Kritische Überlegungen zu Wolfgang Müller-Lauters Nietzschebuch. In: Nietzsche-Studien 2, 1973, 31–60.
- Walter Schmitthals: Zum Gedenken an Wolfgang Müller-Lauter (31. 8. 1924 – 9. 8. 2001). Zum ersten Jahrestag seines Todes. In: Nietzscheforschung 2003 Ästhetik und Ethik nach Nietzsche. S. 319–326.
- Walter Sparn: Einleitung. In: Wolfgang Müller-Lauter: Philosophische Probleme des Idealismus und des neuzeitlichen Nihilismus. herausgegeben v. Elke Axmacher, Privatdruck [Frank & Timme], Berlin o. J. 2012, S. 11–18.

| Controllo di autorità | VIAF (EN) 76356554 · ISNI (EN) 0000 0000 5510 5556 · SBN PALV032702 · LCCN (EN) n90624981 · GND (DE) 118879987 · BNF (FR) cb121641781 (data) · J9U (EN, HE) 987007280366205171 |